# Kürten
Kürten é um município da Alemanha localizado no distrito de Rheinisch-Bergischer Kreis, região administrativa de Colônia, estado da Renânia do Norte-Vestfália.